# Adonisea tenuimargo
Adonisea tenuimargo là một loài bướm đêm trong họ Noctuidae.